# Musée de Zeugma
Le musée de Zeugma (en turc : Zeugma Mozaik Müzesi) est un musée archéologique situé à Gaziantep en Turquie. Il est consacré aux mosaïques et aux objets du site archéologique de la cité antique de Zeugma. C'est le plus grand musée de mosaïques au monde.

## Histoire

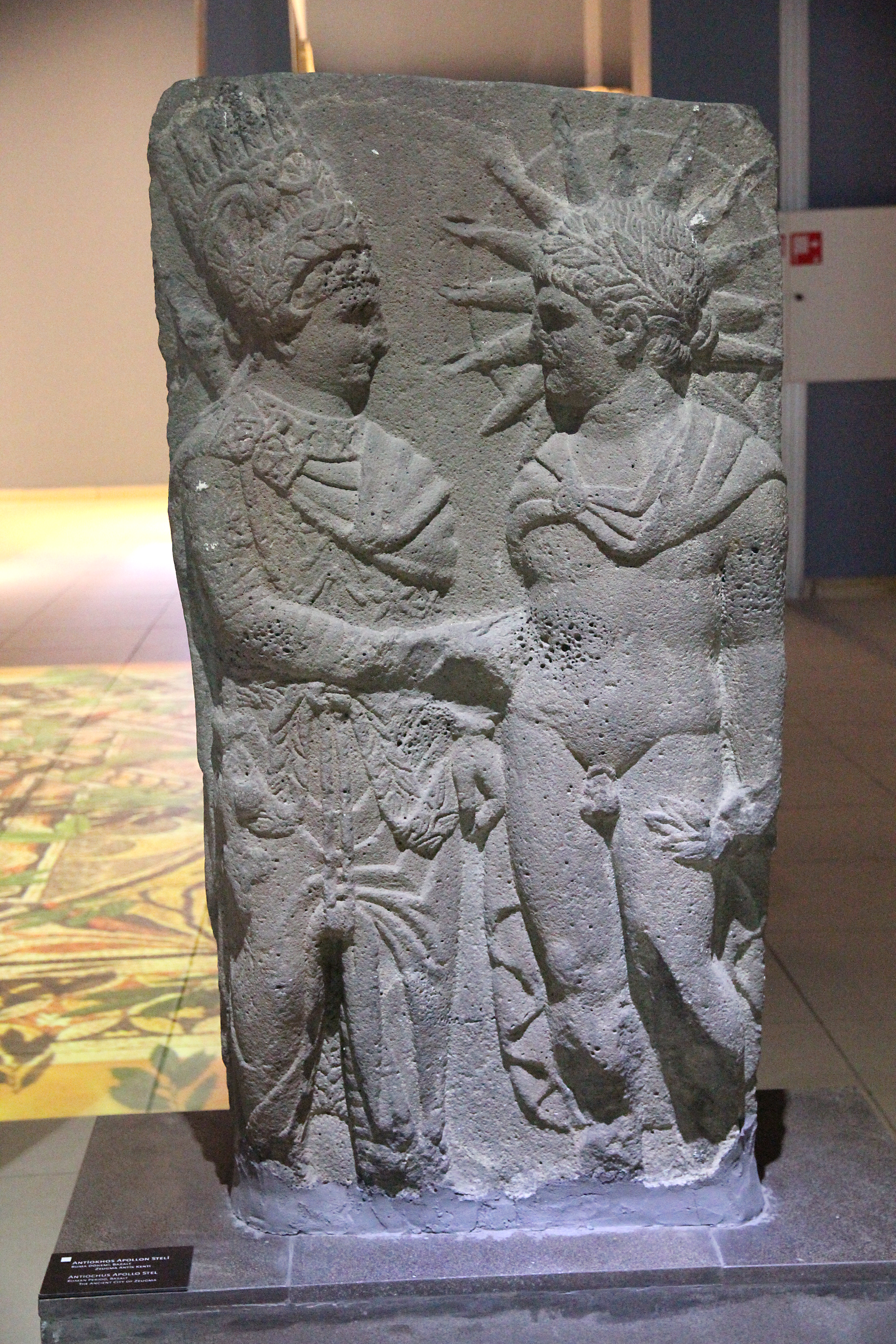
Antiochos Ier et Apollon-Mithra.

Les fouilles de Zeugma, menées par une mission archéologique franco-turque, commencent en 1995, lorsque la Turquie annonce le début de la construction du barrage de Birecik, qui de fait a en grande partie submergé la cité antique depuis sa mise en service en 2000.
Des trésors de l'époque hellénistique et romaine, dont des mosaïques et peintures murales, ont été découverts.
Le musée de Zeugma, dont la construction, commencée en 2008, a été finalisée en 2010, a été inauguré le 9 septembre 2011, rassemblant pour base les œuvres du Musée archéologique de Gaziantep. Ce musée, avec sa superficie totale de 30 000 m2, devient ainsi le plus grand musée de mosaïques au monde, devant le Musée national du Bardo de Tunis,.

## Galerie

Mosaïques de Zeugma
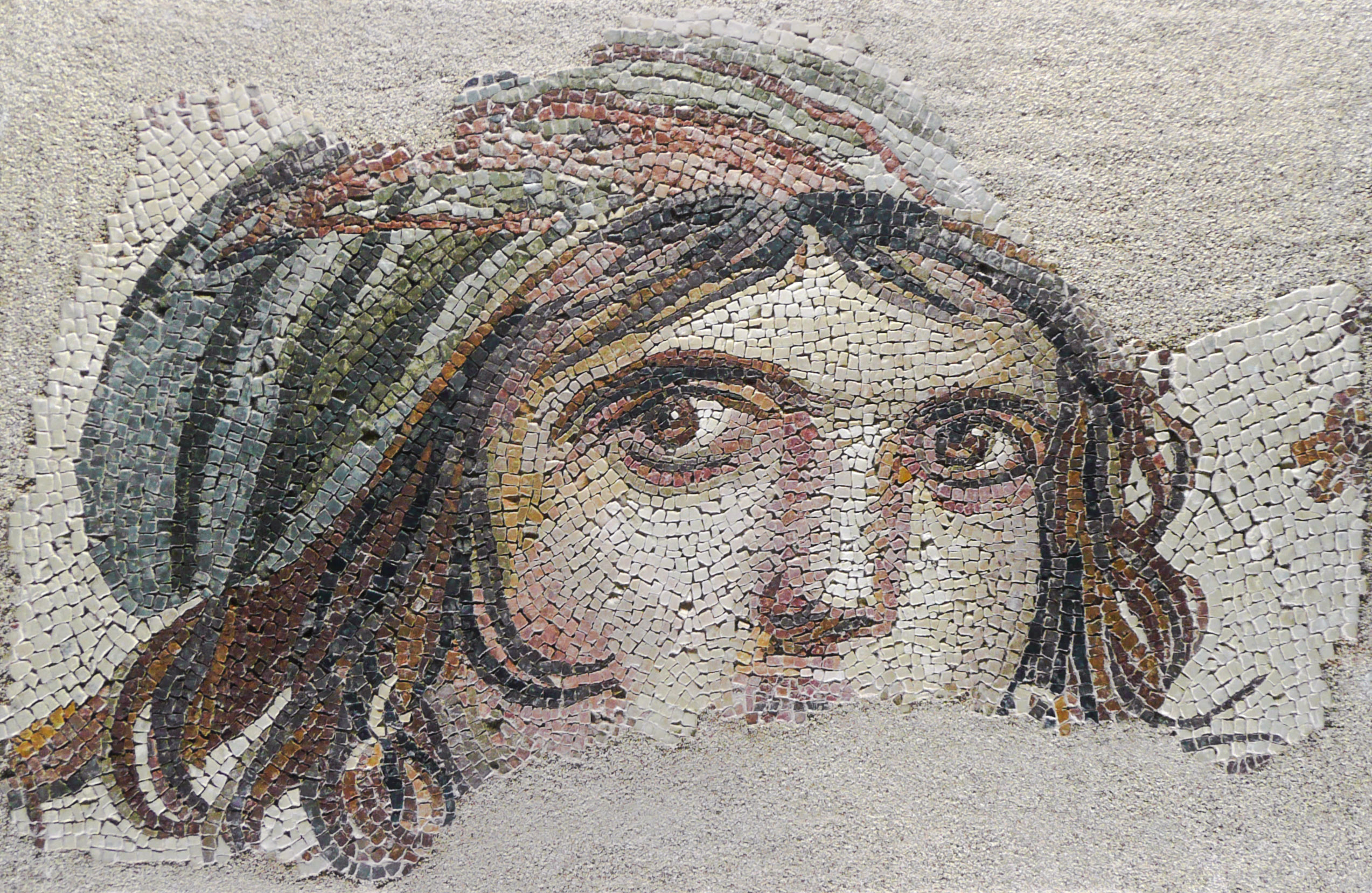
Mosaïque de la « Gitane ».
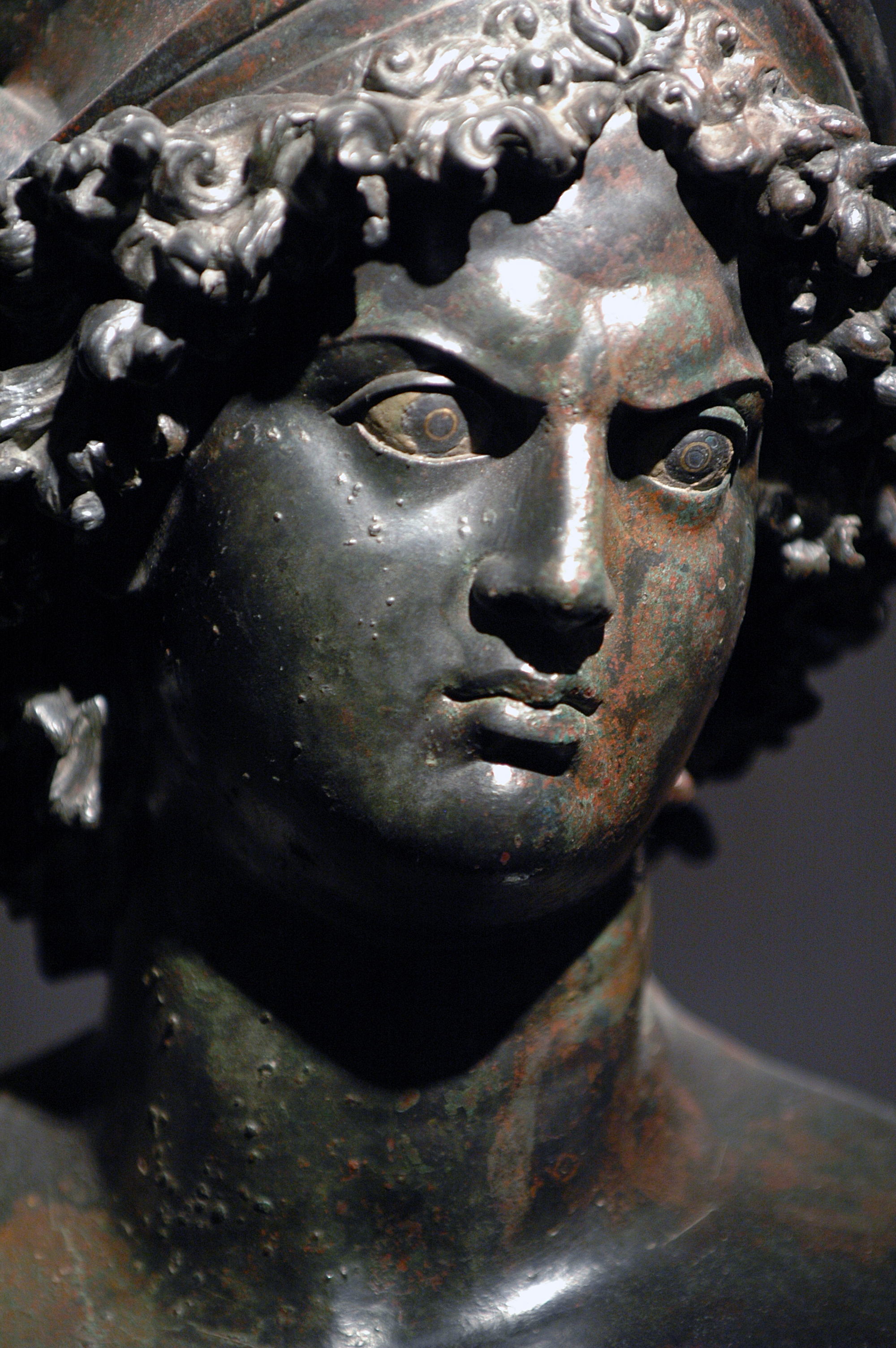
Statue du dieu Mars
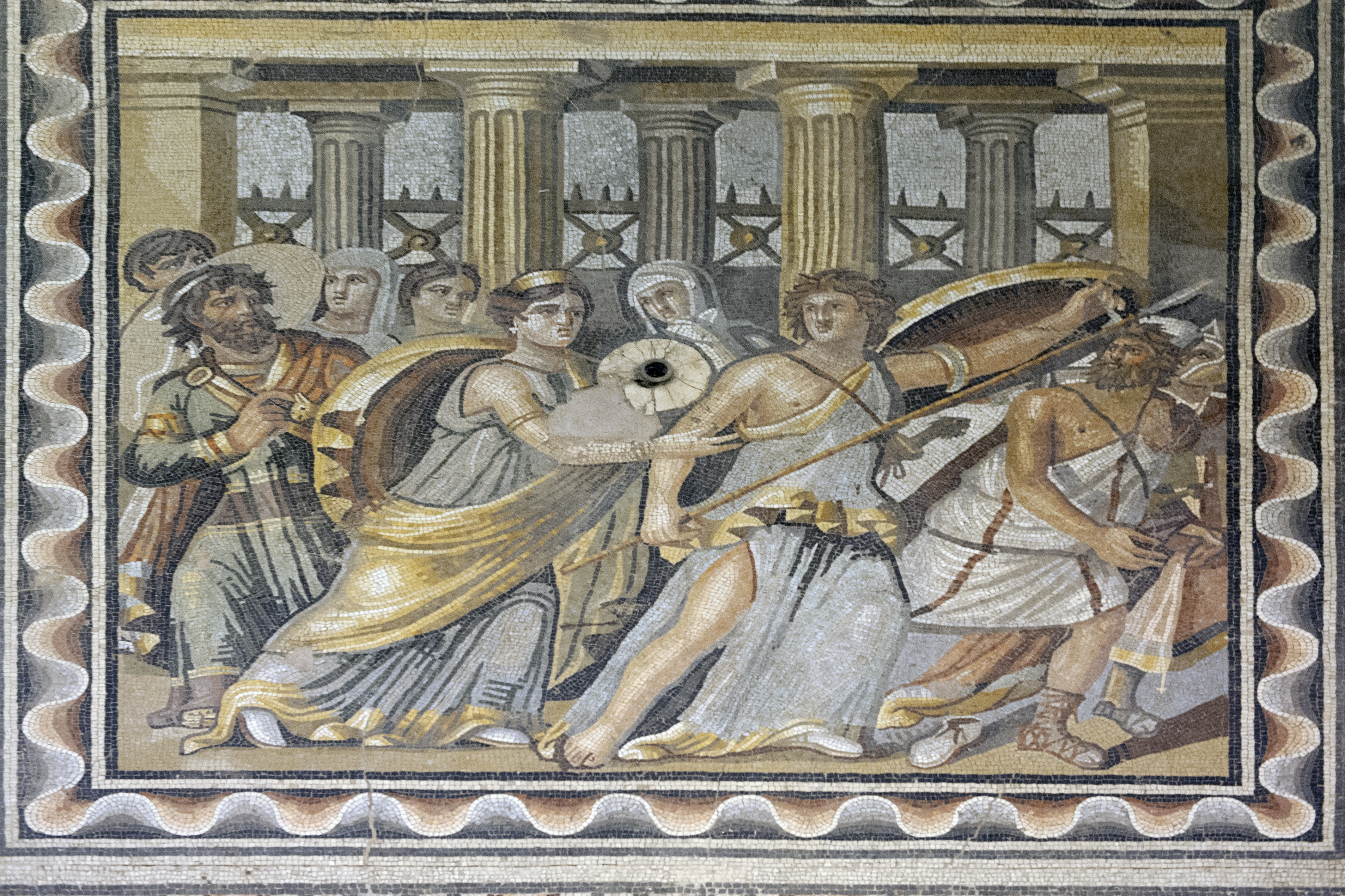
Mosaïque d'Achille
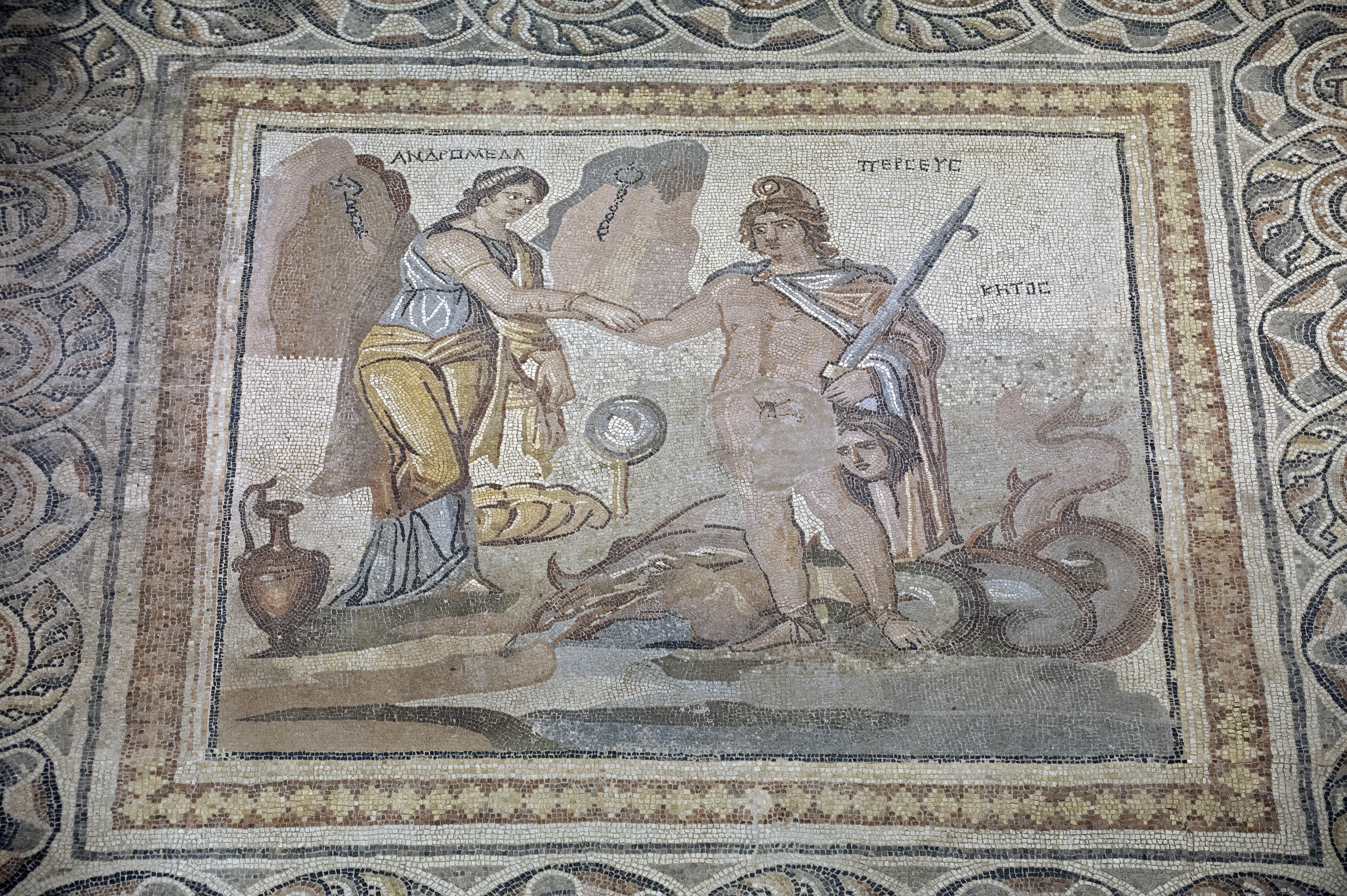
Mosaïque d'Andromède
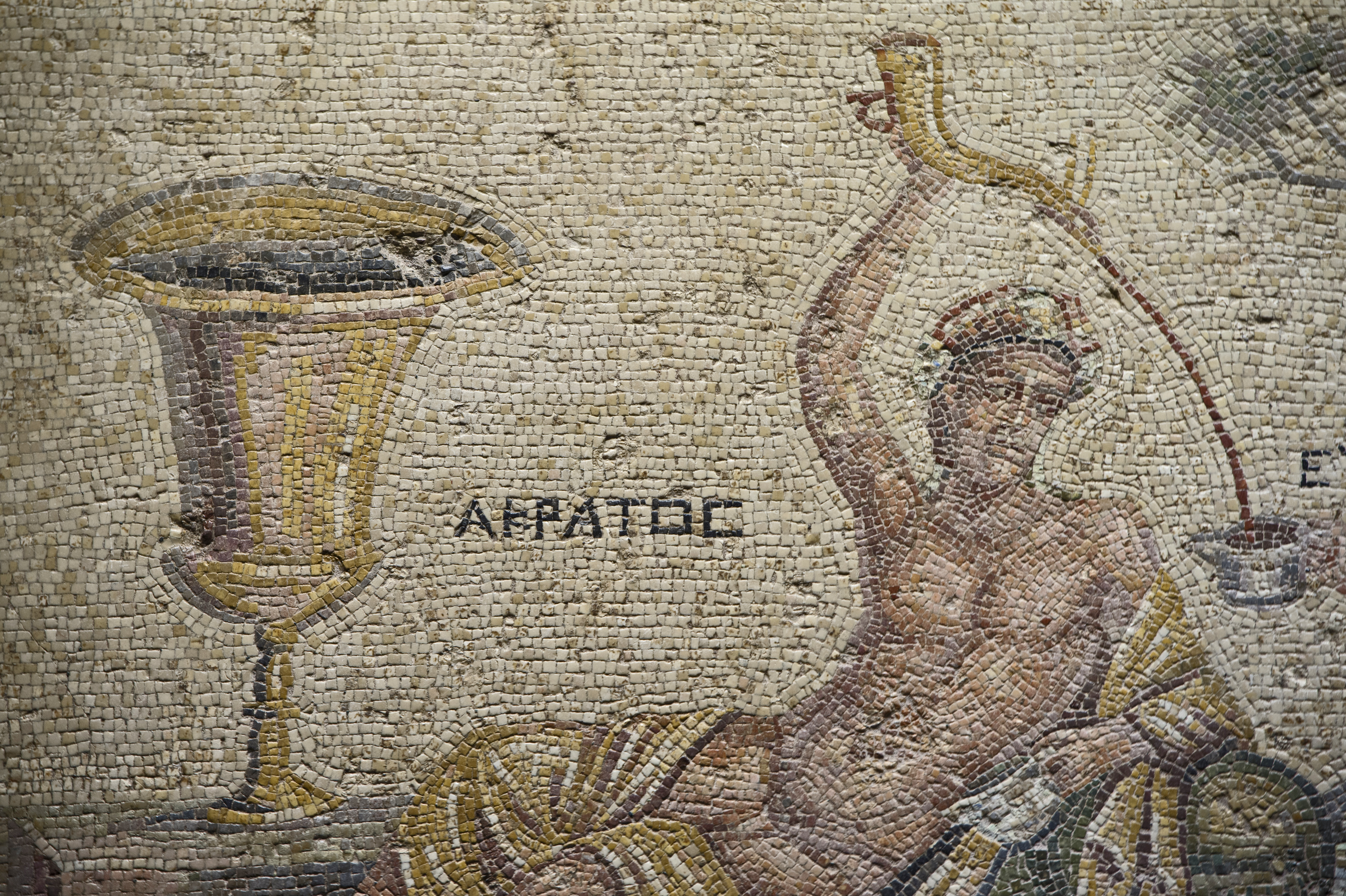
Mosaïque d'Akratos
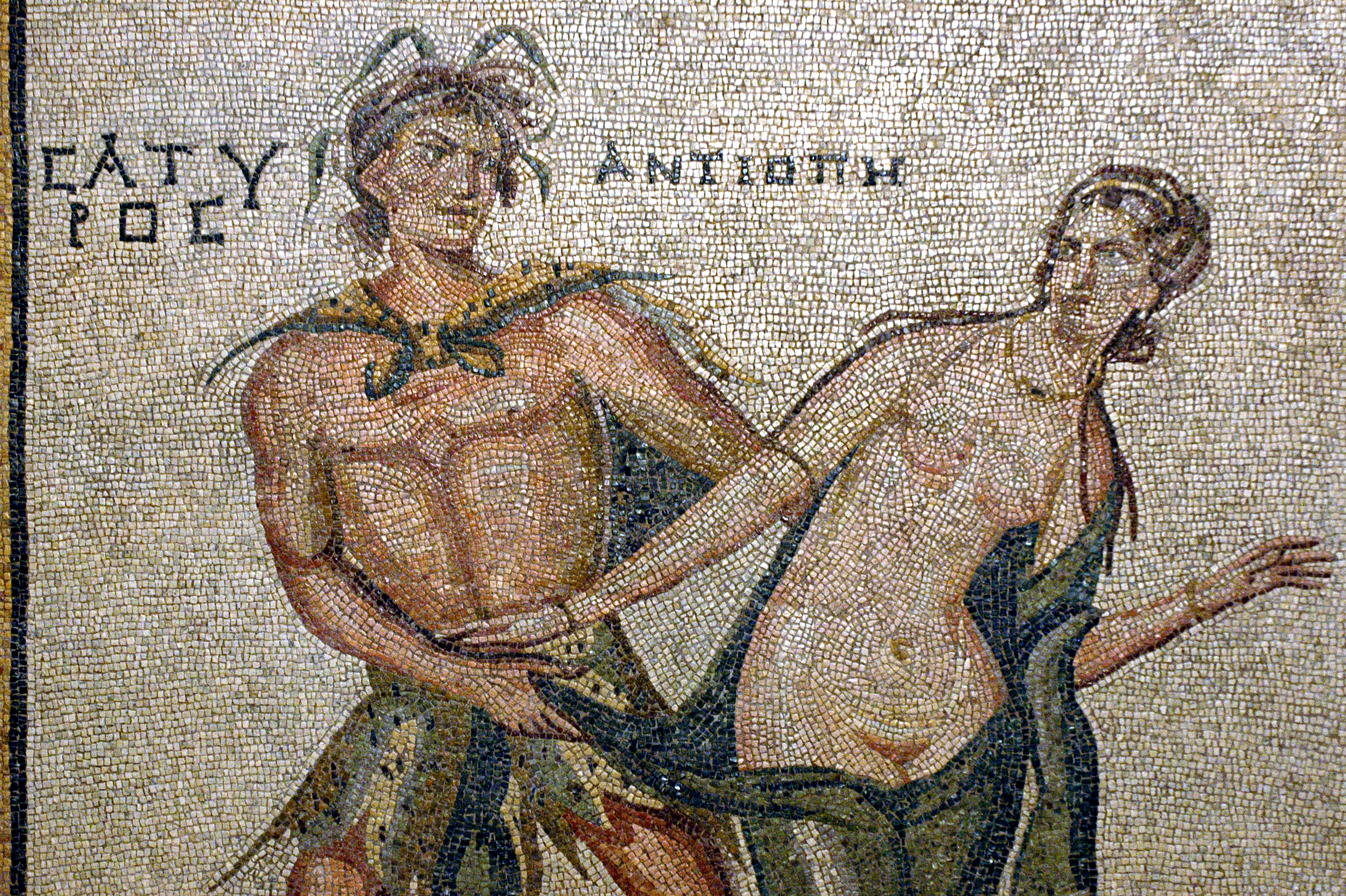
Mosaïque d'Antiope
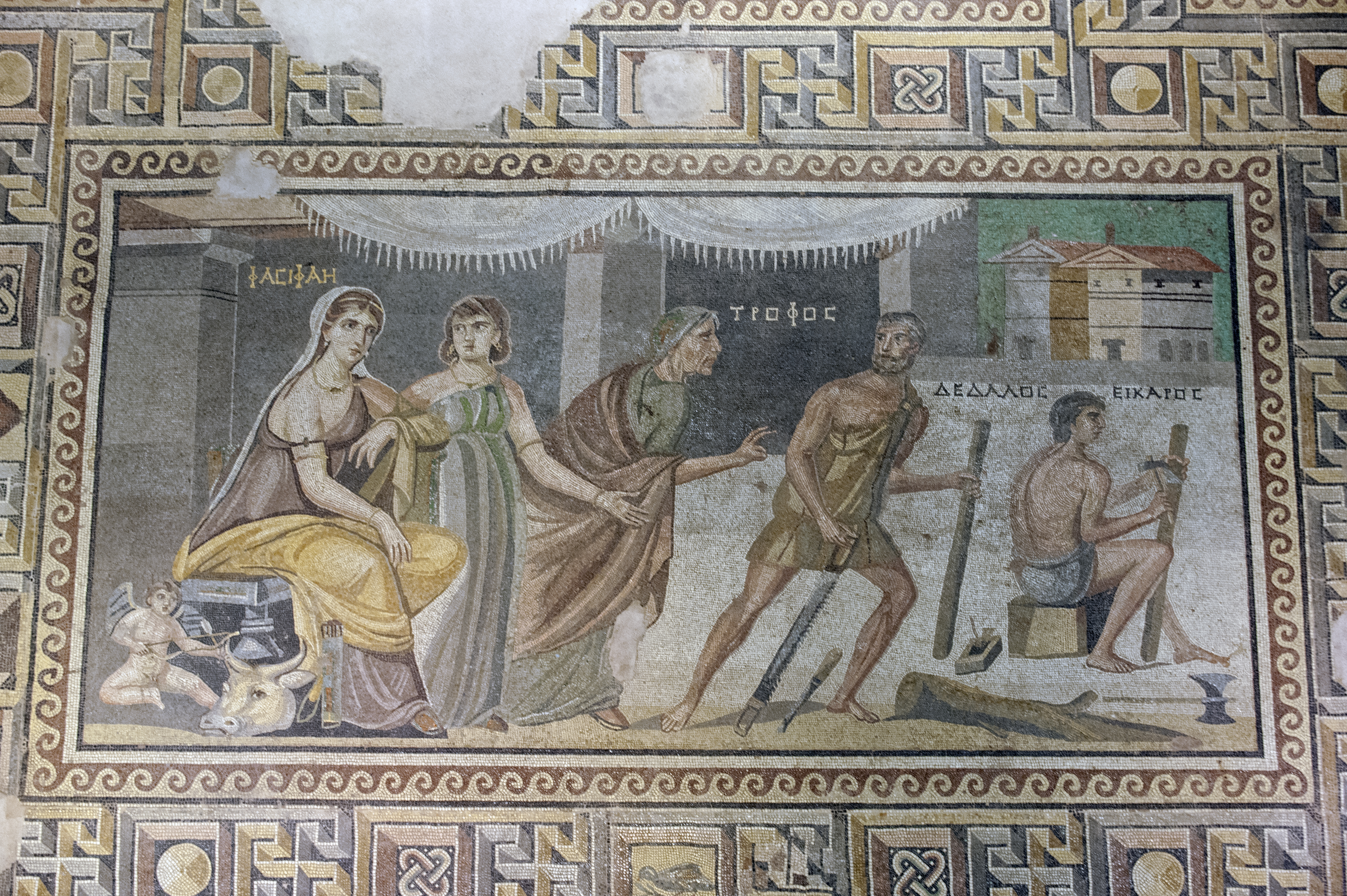
Mosaïque de Dédale
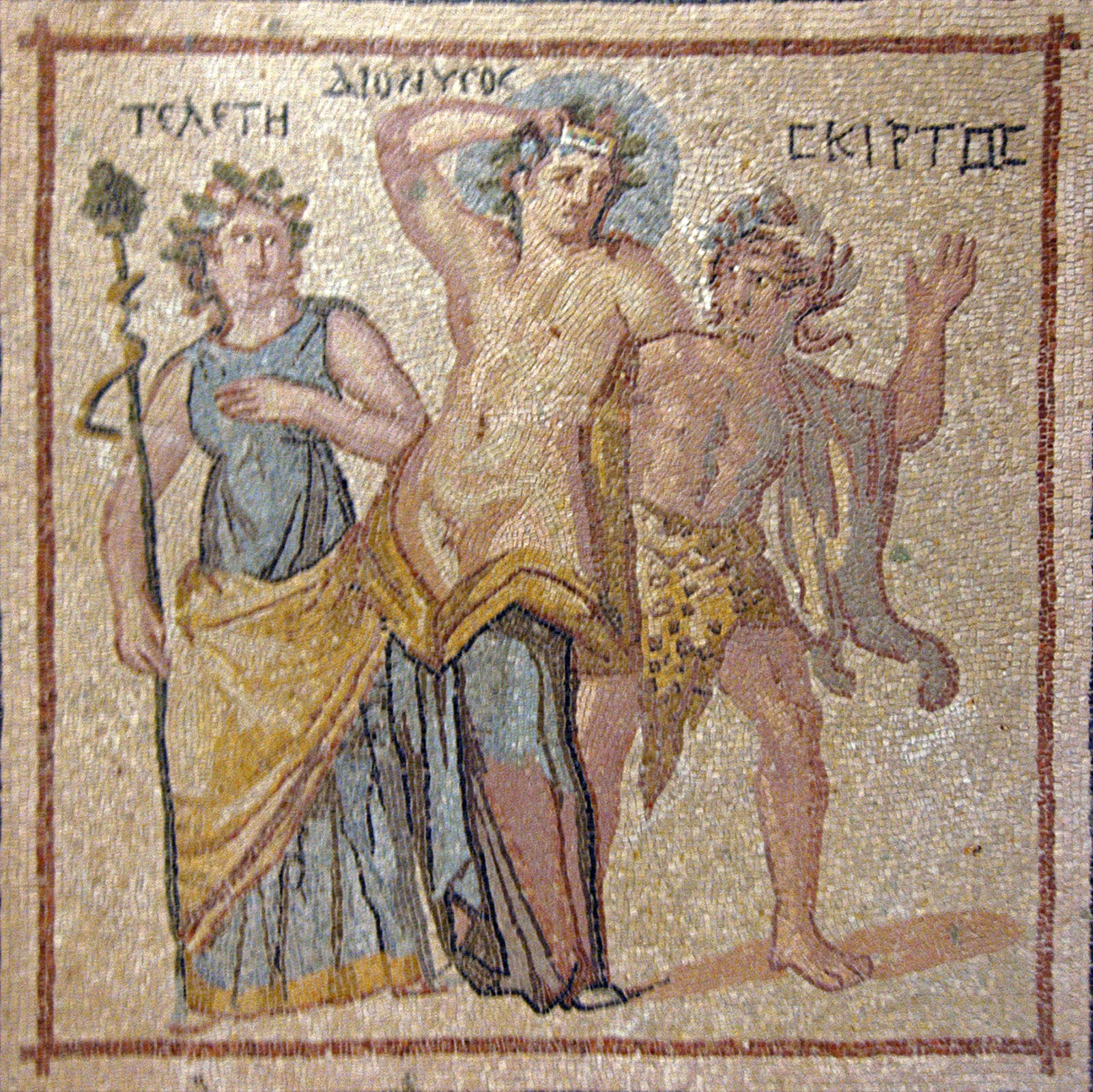
Mosaïque de Dionysos
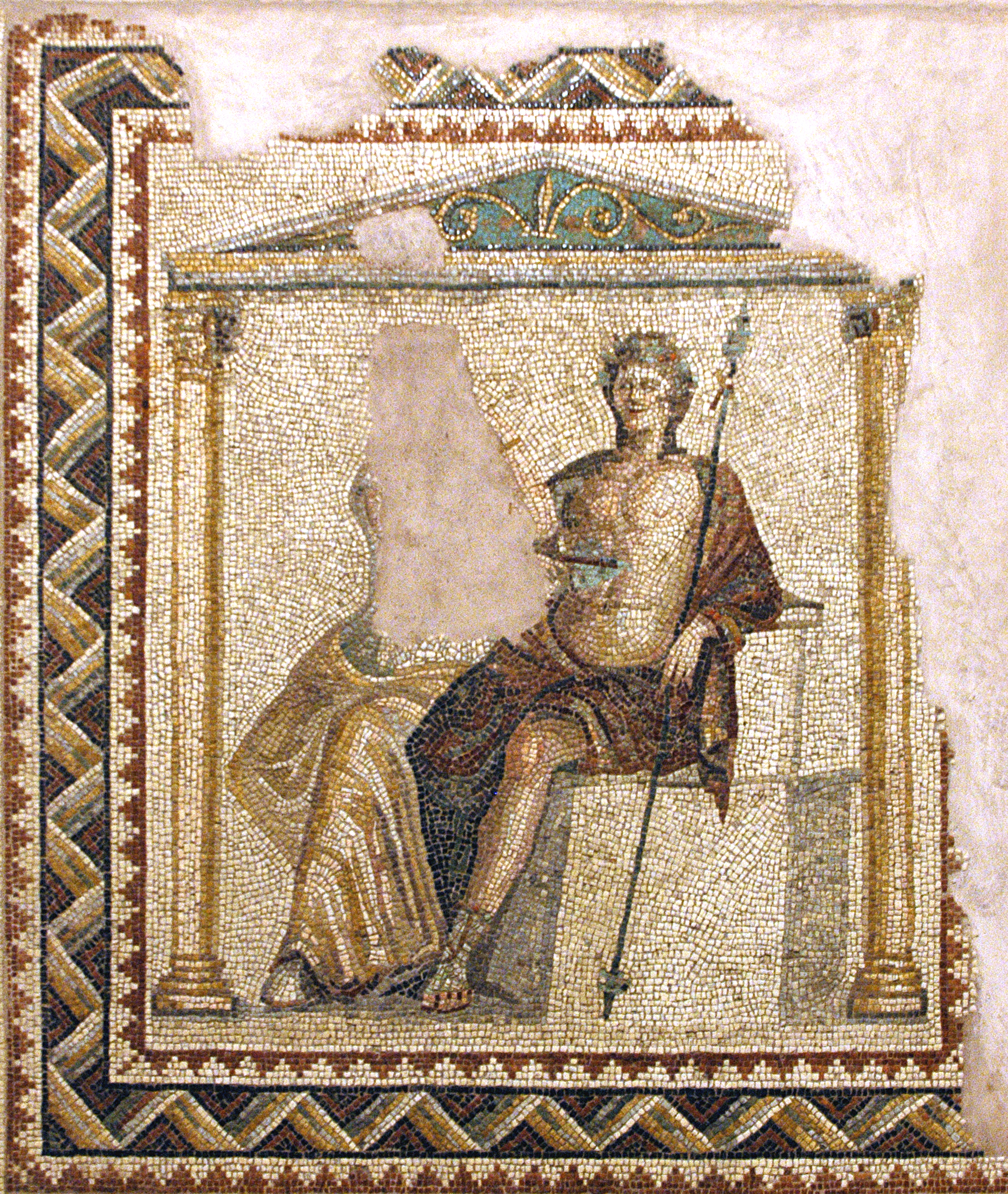
Mosaïque de Dionysos et Ariane
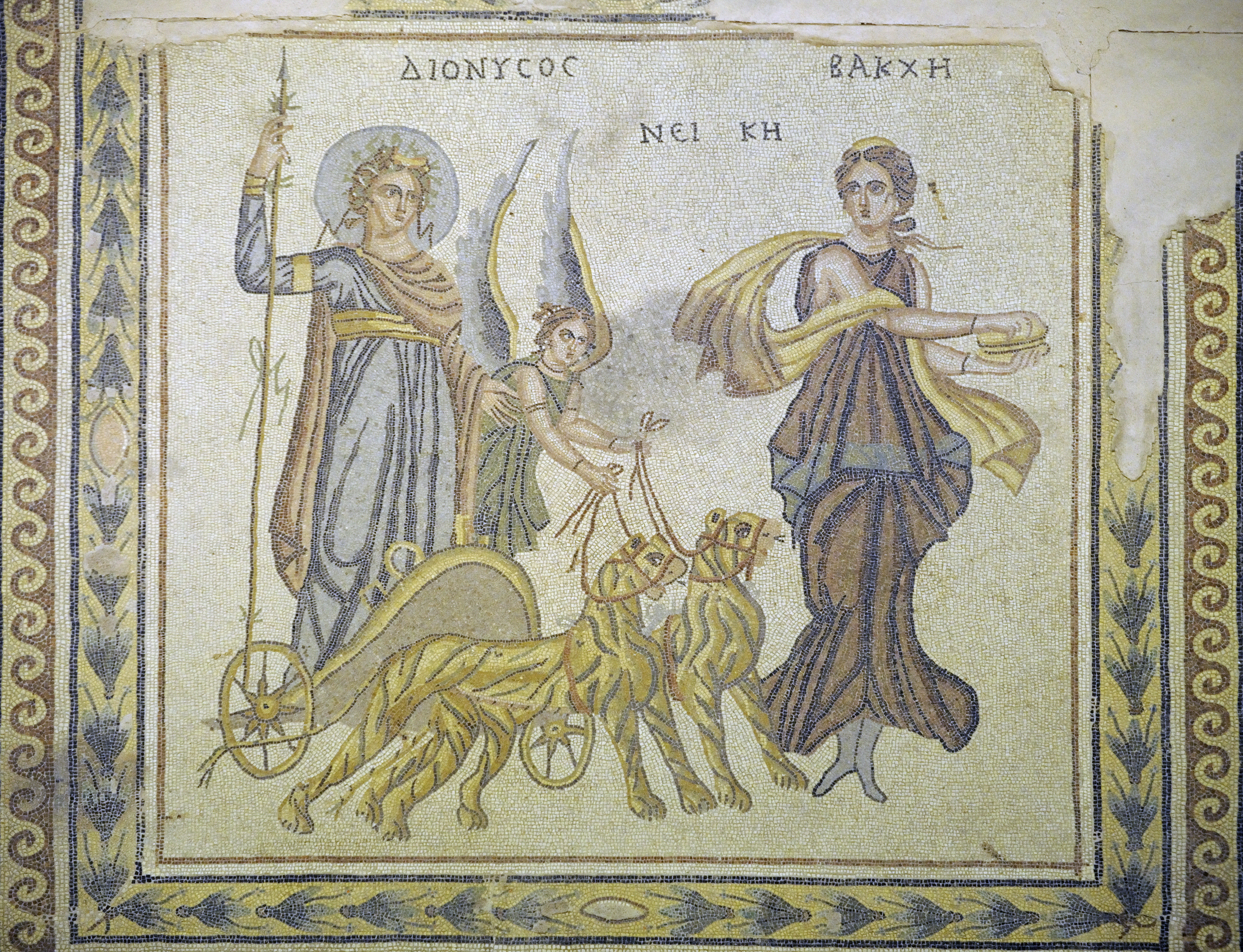
Mosaïque du triomphe de Dionysos
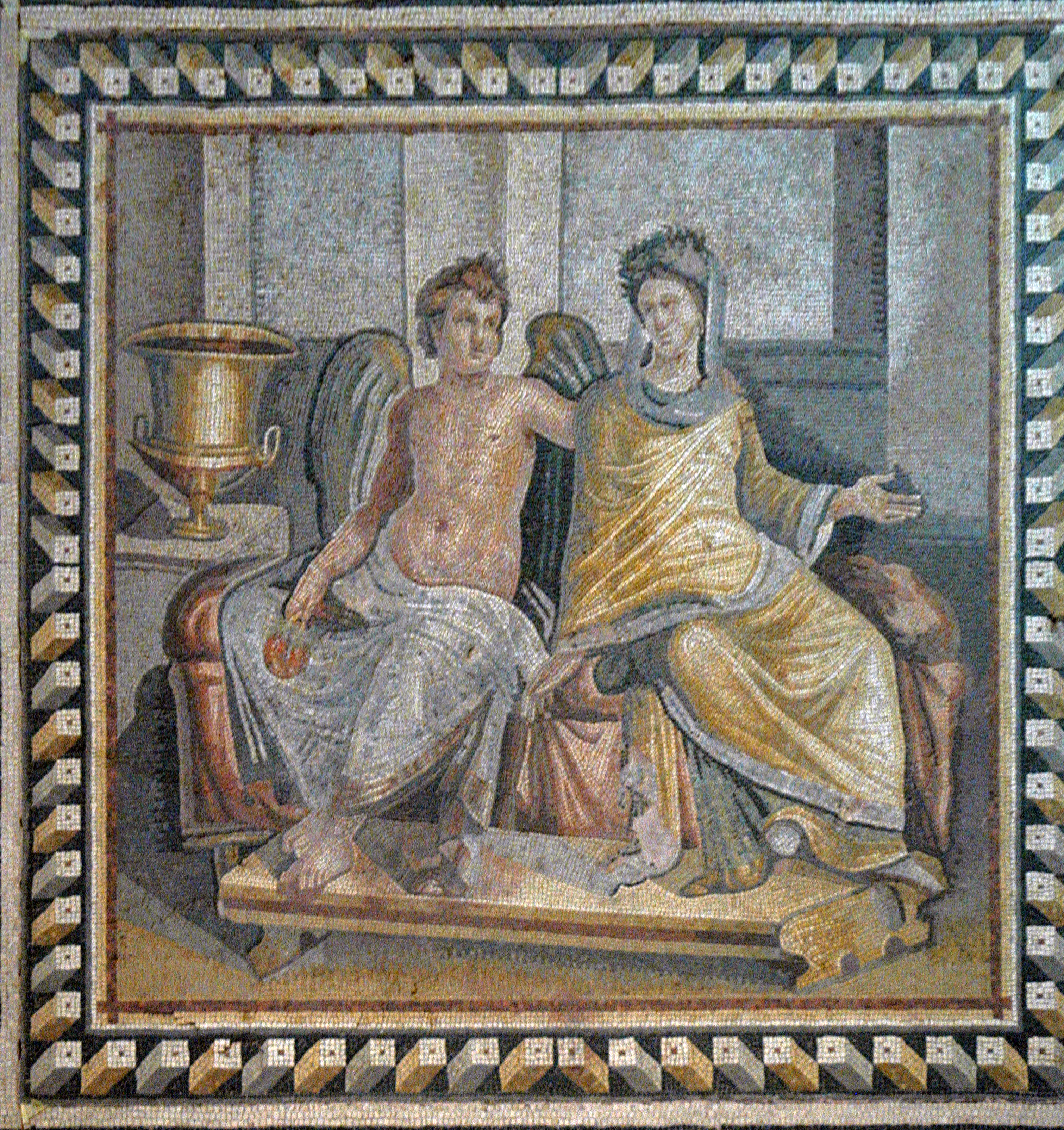
Mosaïque d'Éros et Psyché
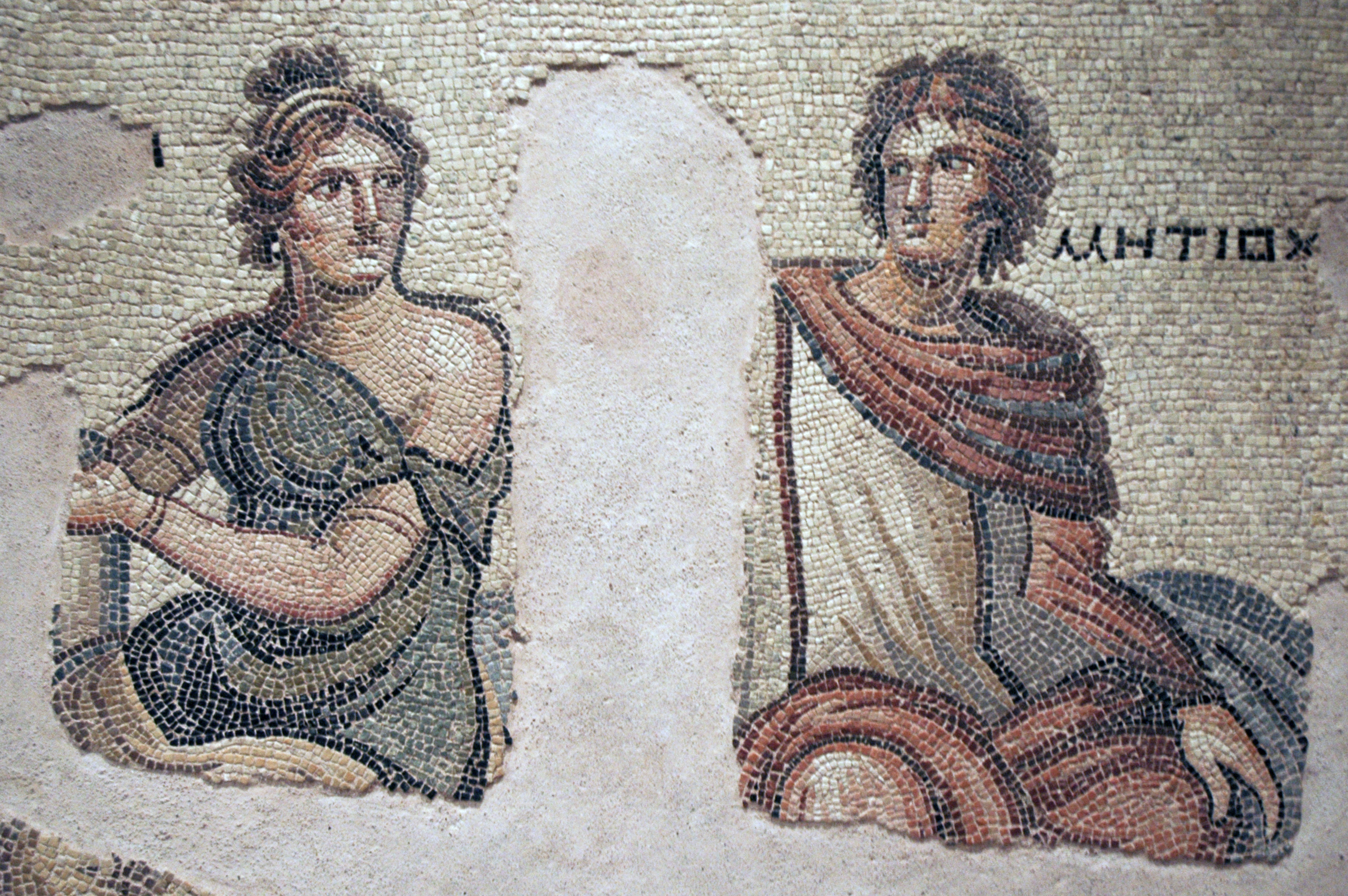
Mosaïque de Methiokos
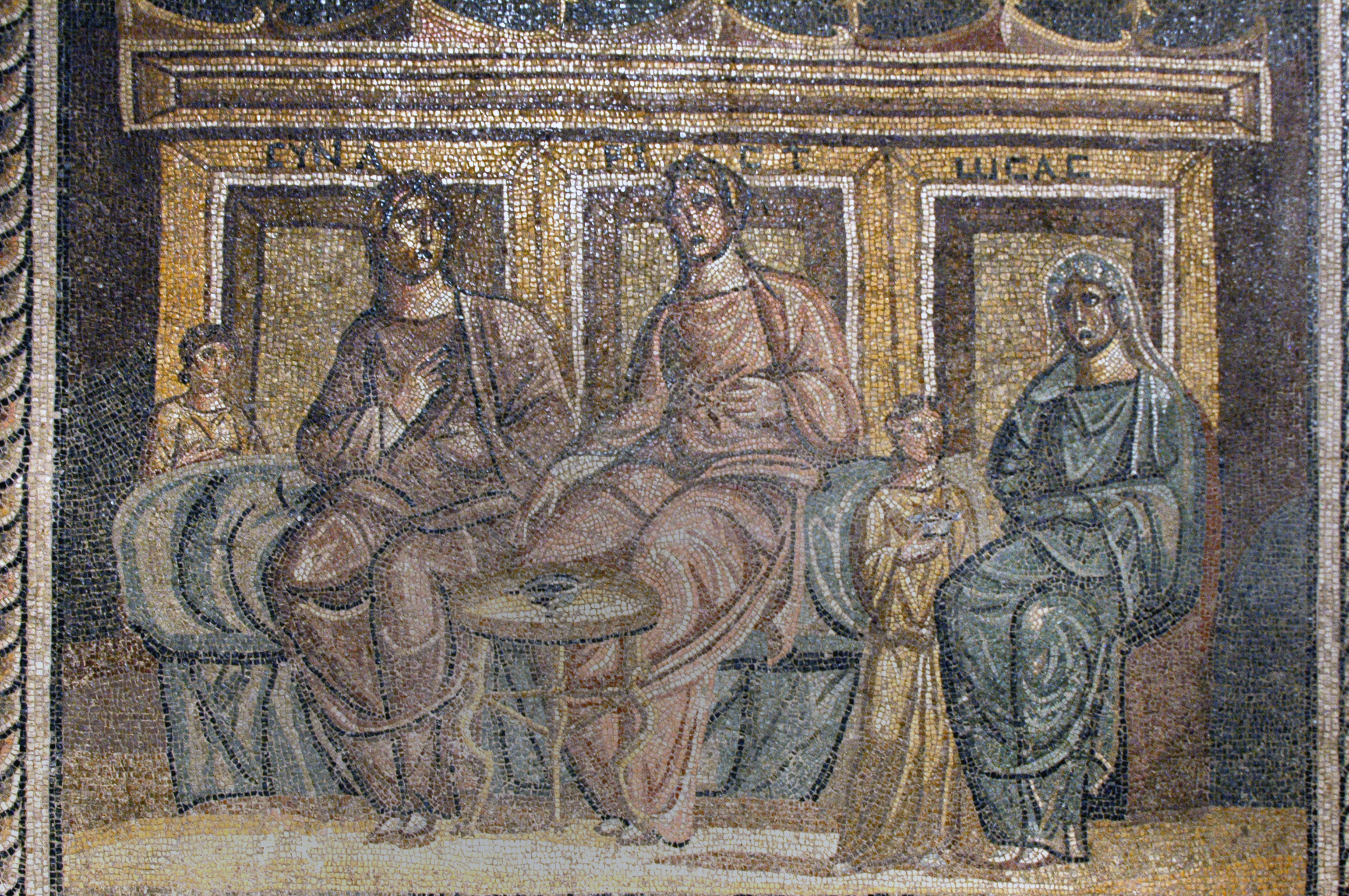
Mosaïque du déjeuner des femmes
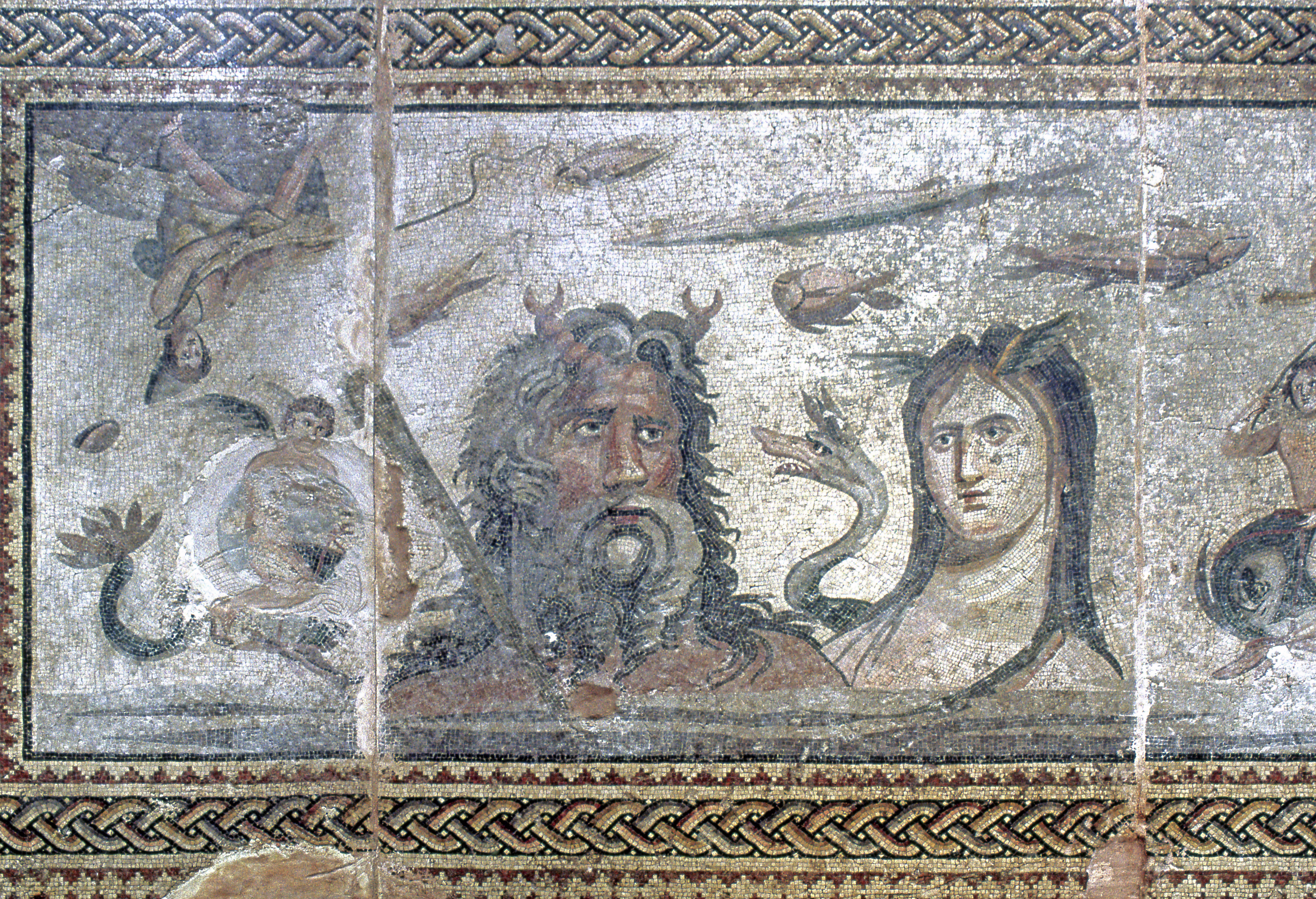
Mosaïque d'Océan et Téthys
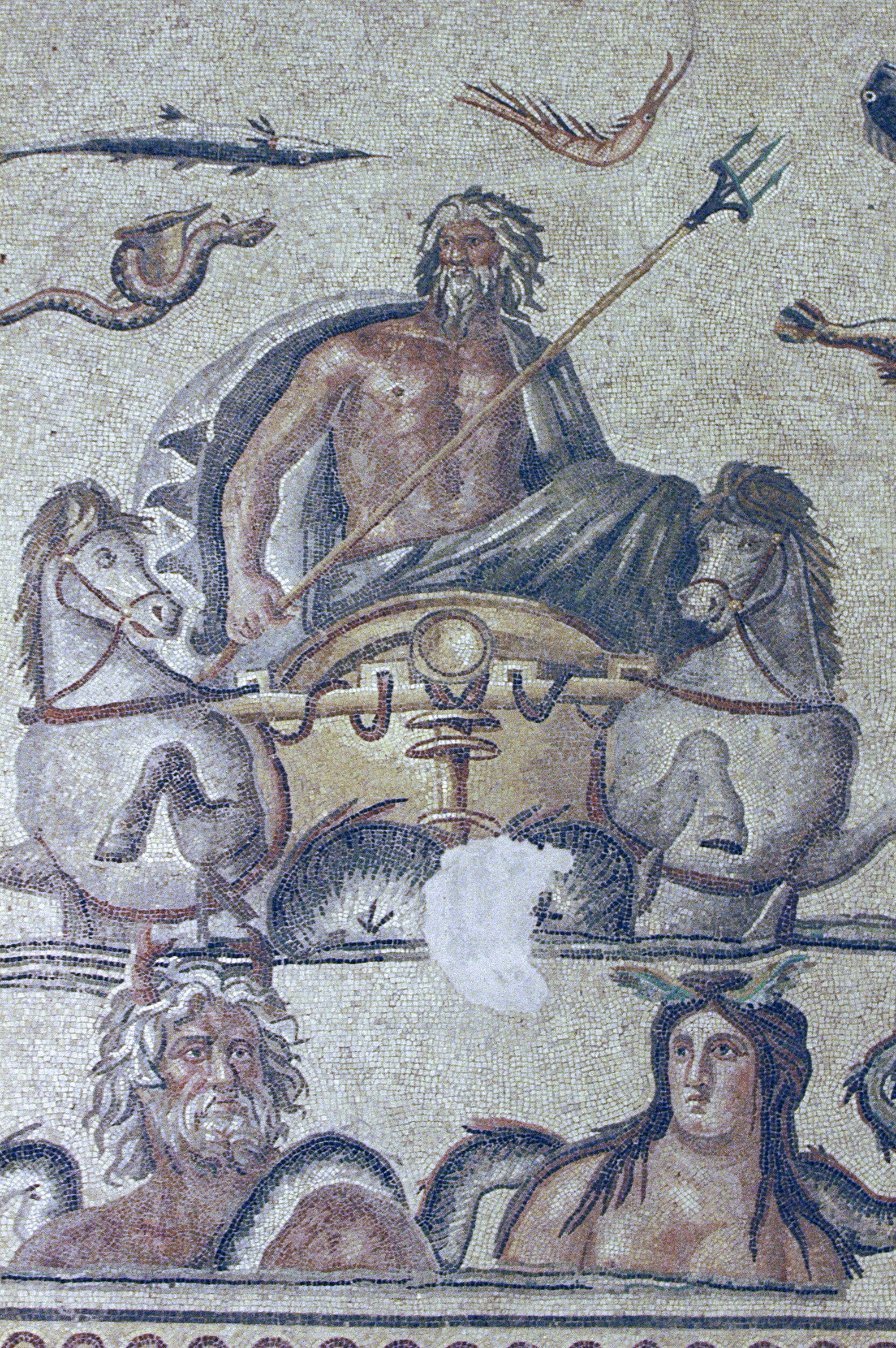
Mosaïque d'Océan et Téthys
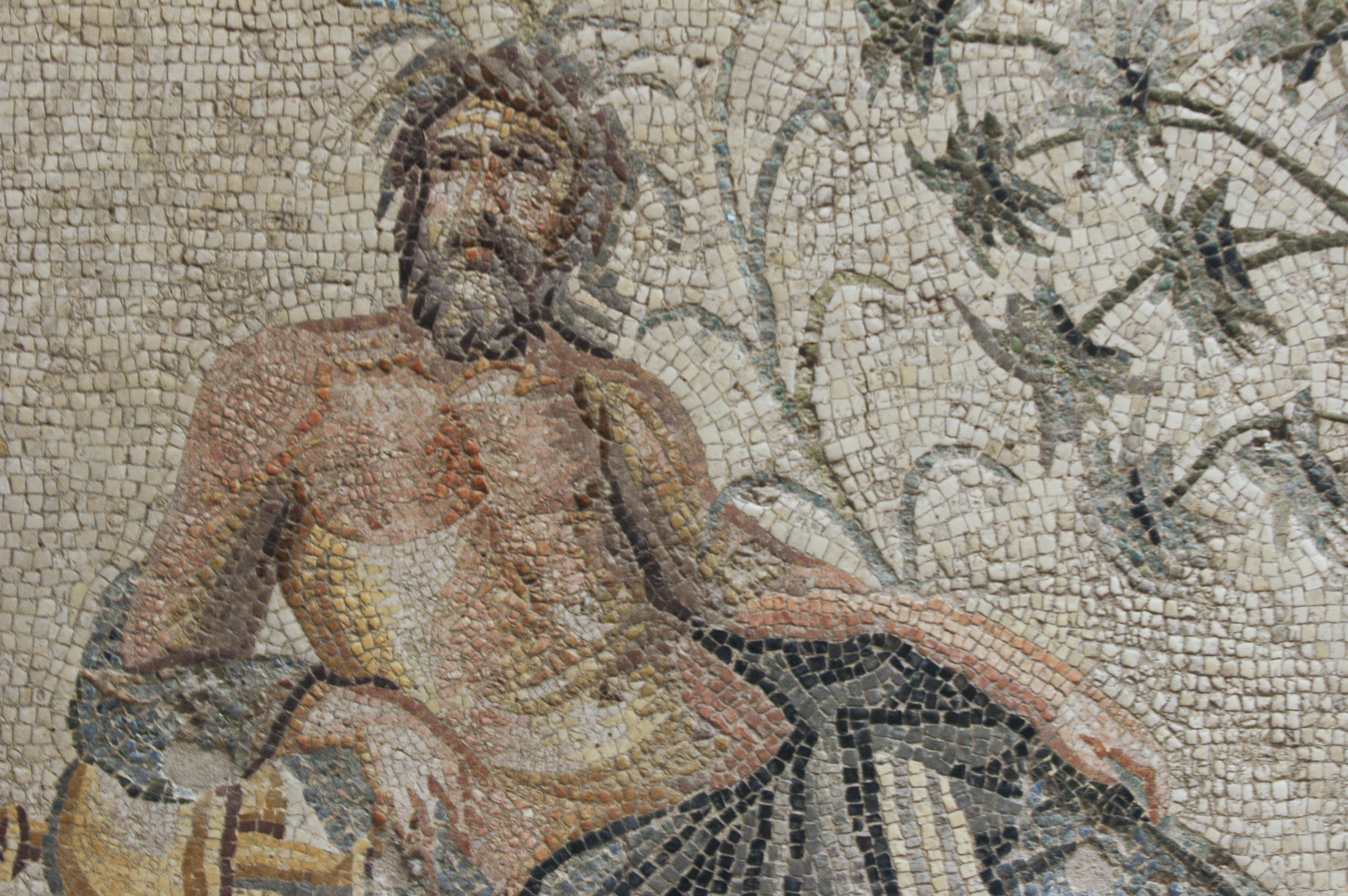
Mosaïque des divinités aquatiques
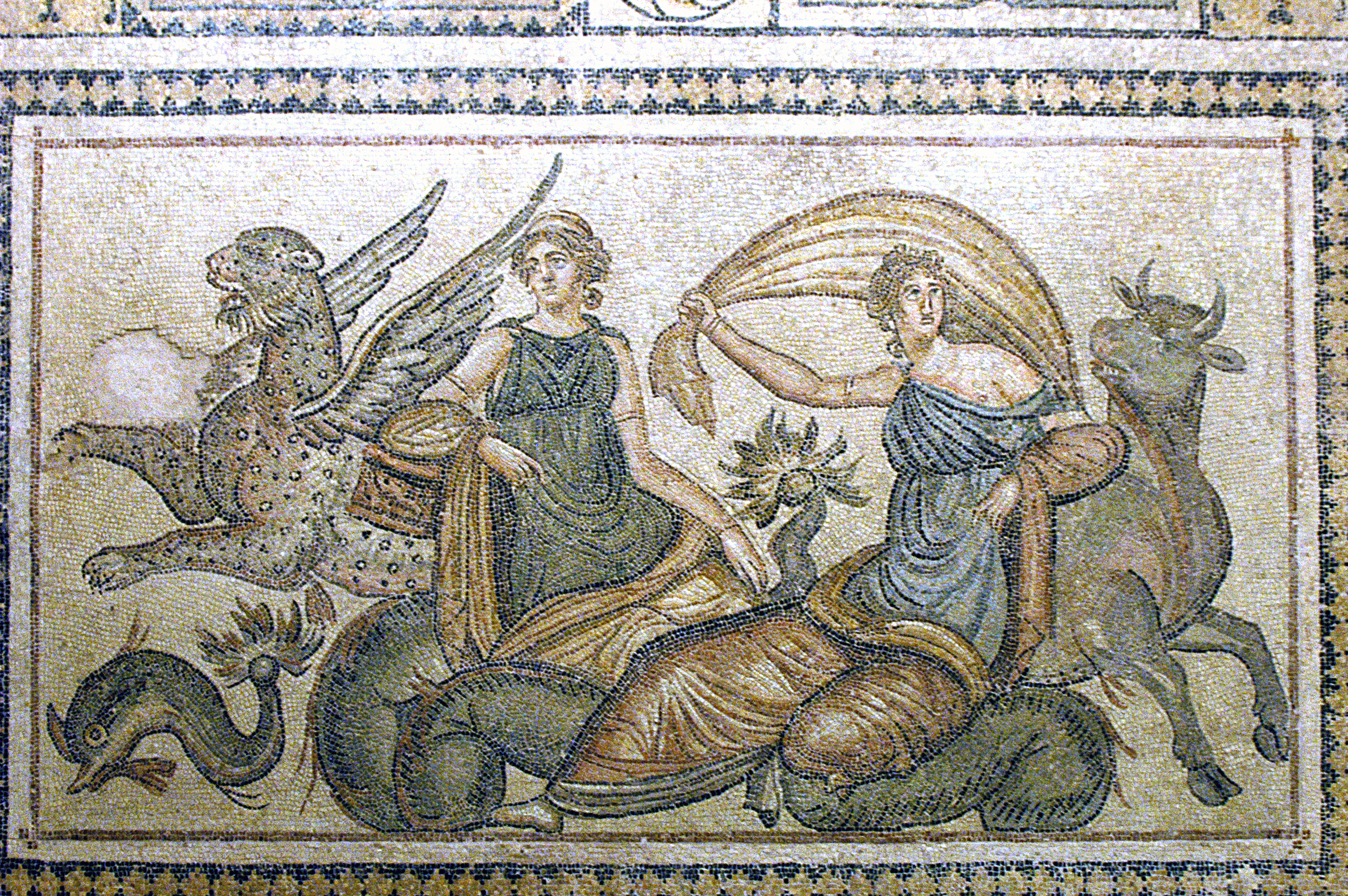
Mosaïque de Zeus et Europe